# Wow 87-04
Wow 87-04 es el primer álbum recopilatorio que contiene las canciones famosas de 1990 a 1995 de la banda de rock alternativo Fobia, lanzado en 2004 por Sony Music y distribuido internacionalmente por RCA Records.
Tras el lanzamiento del álbum, la banda pidió a sus fans por medio de su sitio web que enviara sus canciones favoritas hechas por la banda. La respuesta fue grande, y las canciones elegidas fueron anunciadas, junto con las dos canciones nuevas, que se habían escuchado en los conciertos de regreso de Fobia.

## Lista de canciones
| Wow 87-04 | |                     |          |  |
| N.º       | Título | Escritor(es)        | Duración |  |
| 1.        | «Más caliente que el sol»                                                                                                |                     |          |  |
| 2.        | «Descontrol» |                     |          |  |
| 3.        | «Hoy tengo miedo» |                     |          |  |
| 4.        | «Diablo» |                     |          |  |
| 5.        | «Plástico» |                     |          |  |
| 6.        | «La iguana» |                     |          |  |
| 7.        | «El cerebro» |                     |          |  |
| 8.        | «Veneno vil» |                     |          |  |
| 9.        | «Camila» |                     |          |  |
| 10.       | «Dios bendiga a los gusanos» (Versión Fobia On Ice)                                                                      |                     |          |  |
| 11.       | «Vivo» (Versión Fobia On Ice)                                                                                            |                     |          |  |
| 12.       | «Miel de escorpión» |                     |          |  |
| 13.       | «El crucifijo» |                     |          |  |
| 14.       | «Regrésame a jupiter» |                     |          |  |
| 15.       | «Revolución sin manos»                                                                                                   |                     |          |  |
| 16.       | «Under pressure (Presionando)» (Versión de Under pressure, incluida en Tributo a Queen: Los Grandes del Rock en Español) | Queen y David Bowie |          |  |
| 17.       | «Hipnotízame» |                     |          |  |
| 18.       | «El microbito» |                     |          |  |
| 00:00     | |                     |          |  |

## Trivia
El disco fue lanzado en dos versiones, donde la de lujo contenía un DVD con un documental del concierto de regreso de la banda, así como todos los videos de los sencillos lanzados en sus discos anteriores.
- Datos: Q6168337